# Шутнербосі
Шутнербо́сі (рос. Шутнербоси, чув. Шутнерпуç) — присілок у складі Урмарського району Чувашії, Росія. Входить до складу Бішевського сільського поселення.
Населення — 141 особа (2010; 135 у 2002).
Національний склад:
- чуваші — 99 %